# Хаукийоки (река, впадает в Верхнее Куйто)
Хаукийоки — река в России, протекает по территории Луусалмского сельского поселения Калевальского района.
Исток — севернее реки Судно, юго-восточнее истока реки Хауки. Течёт на восток, через озёра Верхнее Хауки и Хаукилампи, ниже принимает левый приток из озера Шалами. Протекает через Руокоярви, принимает правый приток — Мюлийоки. Впадает в озеро Верхнее Куйто у посёлка Войница. Высота устья — 102,7 м над уровнем моря. Длина реки составляет 18 км.
Вблизи устья через реку перекинут мост.
Код объекта в государственном водном реестре — 02020000812102000003045.